# (340) Eduarda
(340) Eduarda – planetoida z grupy pasa głównego asteroid okrążająca Słońce w ciągu 4 lat i 202 dni w średniej odległości 2,75 j.a. Została odkryta 25 września 1892 roku w Landessternwarte Heidelberg-Königstuhl, w Heidelbergu przez Maxa Wolfa. Nazwa planetoidy pochodzi od drugiego imienia Heinricha Eduarda von Ladego, niemieckiego bankiera i amatora astronomii. Przed jej nadaniem planetoida nosiła oznaczenie tymczasowe (340) 1892 H.